# Ostřice pozdní
Ostřice pozdní (Carex viridula, syn. Carex oederi auct., Carex serotina) je druh jednoděložné rostliny z čeledi šáchorovité (Cyperaceae). Druh je součástí složitého taxonomického komplexu Carex flava agg., kromě ostřice pozdní se v ČR vyskytuje ještě ostřice rusá (Carex flava s. str.), ostřice šupinoplodá (Carex lepidocarpa), ostřice skloněná (Carex demissa) a ostřice krkonošská (Carex derelicta).

## Popis
Jedná se o rostlinu dosahující výšky nejčastěji 5–25 cm. Je vytrvalá, trsnatá, přímá, s krátkým oddenkem. Listy jsou střídavé, přisedlé, s listovými pochvami. Lodyha je asi stejně dlouhá nebo kratší než listy, čepele jsou asi 0,4–3 mm široké, světle zelené až žlutozelené, výrazně žlábkovité, delší než lodyhy. Ostřice skloněná patří mezi různoklasé ostřice, nahoře jsou klásky samčí, dole samičí. Samčí vrcholový klásek je jen jeden, je přisedlý nebo krátce stopkatý. Samičích klásků je nejčastěji 3–6, jsou víceméně sblížené pod samčím kláskem, dolní asi 4–5 mm široký. Dolní listen je pochvatý a delší než květenství. Okvětí chybí. V samčích květech jsou zpravidla 3 tyčinky. Blizny jsou většinou 3. Plodem je mošnička, která je asi 1,7–2,8 mm dlouhá, žilnatá, žlutě nebo šedě zelená. Na vrcholu je dvouklaný zobánek, asi 0,5–1,2 mm dlouhý, na mošničku nasedá přímo a není lomený (ohnutý dolů ani u spodních mošniček). Každá mošnička je podepřená plevou, která je 1,5–2,5 mm dlouhá, kratší než mošnička, bezosinná V ČR kvete nejčastěji v květnu až v červnu. Počet chromozómů: 2n=68–72.

## Rozšíření ve světě
Stanovení přesného rozšíření komplikuje taxonomická problematika. Ostřice pozdní roste ve většině Evropy, chybí nebo je vzácná na jihu. Dále roste v několika varietách místy v Asii a v Severní Americe.

## Rozšíření v Česku
V ČR roste vzácně od nížin do podhůří. Jejím biotopem jsou nejčastěji vlhké slatinné nebo mírně zasolené louky a vlhké písky, často roste na mokřinách na narušených místech. Jedná se o silně ohrožený druh flóry ČR, kategorie C2.